# Людина, яку покликало море
«Люди́на, яку́ покли́кало мо́ре» (пол. Człowiek, o którego upomniało się morze) — повість польських письменників Аліни і Чеслава Центкевичів про норвезького полярного дослідника Руаля Амундсена. З його ім'ям пов'язаний ряд сміливих географічних і наукових відкриттів. Твір був написаний у 1966 році.
Українською мовою повість була перекладена Йосипом Брояком і вийшла в світ у київському видавництві «Молодь» 1973 року разом з іншим твором цих письменників — «Що з тебе виросте, Фрітьофе?» (про Фрітьофа Нансена). Обидва твори неодноразово перевидавалися в українських видавництвах.

## Сюжет

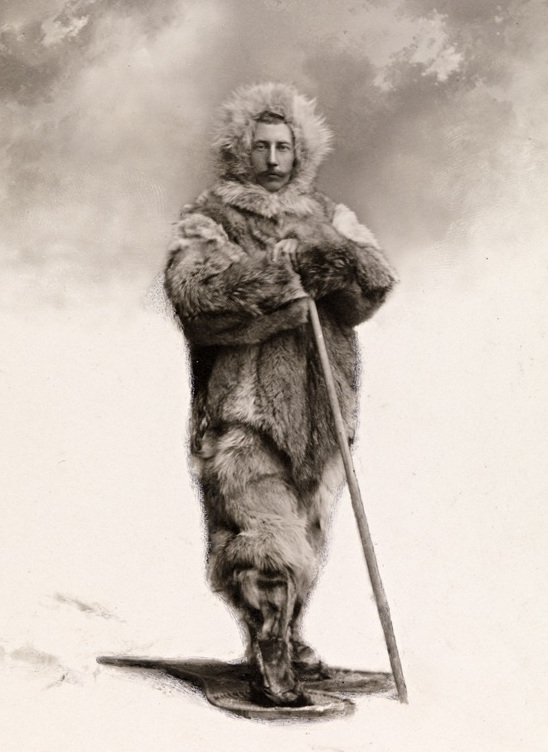
Руаль Амундсен (1899)

Велику частину свого життя Руаль Амундсен провів у експедиціях:
- Разом з братом Леоном ходив у зимовий лижний похід на північ Норвегії, через Харденгерське плоскогір'я (січень 1896). Повернутися назад Амундсенів змусила раптова втрата продуктів харчування.
- У складі бельгійської експедиції де Жерлаша як штурман плавав до Антарктиди. Корабельним лікарем на «Бельжиці» був Фредерік Кук[en], майбутній підкорювач Північного полюса.
- На невеликій шхуні «Йоа»[en] сім чоловік пройшли північно-західним проходом (з Атлантики в Тихий океан). Експедиція тривала 38 місяців.
- Плавання на «Фрамі» до Антарктиди і підкорення Південного полюса.
- На власні кошти збудував корабель і на чолі «Мод» пройшов північно-східним проходом з Кристіанії до Аляски. На Чукотці Амундсен удочерив двох дівчаток, які поїхали з ним до Норвегії.
- Політ на двох гідропланах з Шпіцбергену до Північного полюса. Експедиція досягла 80 градуса північної широти. Спонсором і учасником експедиції був Лінкольн Елсворт.
- Трансарктичний переліт з Шпіцбергена на Аляску через Північний полюс на дирижаблі «Норвегія».
- Підготовка рятувальної операції для пошуків екіпажу дирижаблю «Італія». Виліт на літаку з Тромсе на Шпіцберген і зникнення славетного норвежця.

Також автори розповідають:
- Про американську експедицію[en] лейтенанта Грілі на північно-західне узбережжя Гренландії в рамках Першого міжнародного полярного року.
- Про експедицію Джона Росса, яка тривала чотири полярних зими. Племінник керівника, Джеймс Росс відкрив магнітний полюс на острові принца Уельського.
- Про пошук Джоном Франкліним північно-західного проходу і про рятувальні операції після п'яти років його відсутності.
- Про експедицію до Антарктиди Роберта Скотта і його похід на Південний полюс.
- Про Роберта Пірі, який протягом багатьох років готувався до підкорення Північного полюса.
- Про дрейф «Мод» у Східно-Сибірському морі. Експедицію очолював Оскар Вістінг.